# خودت را آنطور که هستی نشان بده
«خودت را آنطور که هستی نشان بده» (به انگلیسی: Come as You Are) نام ترانه‌ای از گروه گرانج نیروانا است که کرت کوبین آن را نوشته‌است. این ترانه دومین تک‌آهنگ از آلبوم دوم گروه با نام مهم نیست بود که در سال ۱۹۹۲ منتشر شد. ترانه در زمان انتشارش تا ردهٔ ۳۲ بیلبورد ۱۰۰تای برتر صعود کرد و دومین آهنگ نیروانا شد که به جمع ۴۰ ترانهٔ پرفروش روز آمریکا راه یافتند. ویدئوی «همان‌طور که هستی بیا» توسط کوین کرسلیک و با الهام از تصویر روی جلد آلبوم مهم نیست ساخته شده‌است.
مارک دمینگ از وبگاه آل‌میوزیک با اشاره به بخشی از متن ترانه که کوبین با فراخواندن شنونده به سوی خود، می‌خواند: «و من قسم می‌خورم هیچ اسلحه‌ای ندارم» منظور او را نوعی اطمینان‌بخشی به شنونده‌ای تفسیر می‌کند که می‌داند کوبین ممکن است تا چه حد انسان‌گریز باشد. اما هدف او جهان است و نه افرادی که در آن هستند، و این‌که در این جهان خطرناک هنوز اتاقی امن برای هر نفر وجود دارد.
مجلهٔ رولینگ استون در لیستی که تحت عنوان «۵۰۰ ترانهٔ برتر همهٔ دوران» در سال ۲۰۰۴ منتشر کرده‌است جایگاه ۴۴۵اُم را به «همان‌طور که هستی بیا» اختصاص داده‌است. نشریهٔ موسیقی بلندر در فهرستی مشابه که در سال ۲۰۰۹ منتشر شده‌است، این ترانه را در ردهٔ ۸۲ قرار داده‌است.
در سال ۲۰۰۵ تابلوی خوشامدگویی در یکی از ورودی‌های شهر ابردین زادگاه کوبین نصب شد که روی آن عبارت «به اَبردین خوش‌آمدید» و در پایین‌اش جملهٔ «همان‌طور که هستی بیا» برگرفته از نام این ترانهٔ نیروانا درج شده بود. در مراسم نصب تابلو علاوه بر لِلَند کوبین-پدربزرگ کرت- تعدادی از هواداران حتی از ایالت کلرادو و کشور اسپانیا در محل حضور داشتند.

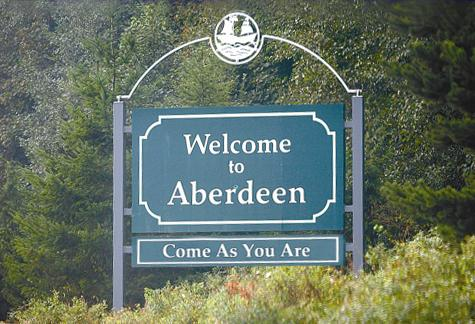
تابلویی که به پاس احترام به کرت کوبین در ورودی زادگاهش نصب شده‌است.

## رتبهٔ تک‌آهنگ در جدول فروش کشورها
| جدول فروش (سال ۱۹۹۲ میلادی)                              | بالاترین جایگاه |
| -------------------------------------------------------- | --------------- |
| بیلبورد ۱۰۰ ترانهٔ داغ روز (ایالات متحده)                 | ۳۲              |
| ترانه‌های راک داغ روز در نشریهٔ بیلبورد (ایالات متحده)     | ۳               |
| ترانه‌های مدرن‌راک داغ روز در نشریهٔ بیلبورد (ایالات متحده) | ۳               |
| جدول پرفروش‌ترین تک‌آهنگ‌های ایرلند                         | ۷               |
| جدول پرفروش‌ترین تک‌آهنگ‌های پادشاهی متحده                  | ۹               |
| جدول پرفروش‌ترین تک‌آهنگ‌های زلاندنو                        | ۳               |
| جدول پرفروش‌ترین تک‌آهنگ‌های استرالیا                       | ۲۵              |
| جدول پرفروش‌ترین تک‌آهنگ‌های اتریش                          | ۲۸              |
| جدول پرفروش‌ترین تک‌آهنگ‌های کانادا                         | ۲۷              |
| جدول پرفروش‌ترین تک‌آهنگ‌های هلند                           | ۱۶              |
| جدول پرفروش‌ترین تک‌آهنگ‌های فرانسه                         | ۱۲              |
| جدول پرفروش‌ترین تک‌آهنگ‌های سوئد                           | ۲۴              |
| جدول پرفروش‌ترین تک‌آهنگ‌های سوئیس                          | ۲۱              |